# Sestriere
Sestriere (Frans: Sestrières) is een dorp in de Italiaanse Alpen en een bekend wintersportoord. Het vormt een gemeente die deel uitmaakt van de metropolitaanse stad Turijn in Piëmont. 
Het dorp is gelegen op het brede zadel van de Colle di Sestriere. Met 2035 meter hoogte (gemeten vanaf het gemeentehuis) is het de hoogstgelegen gemeente van Italië. Het heeft zo'n 850 inwoners.

## Geschiedenis
Sestriere ontstond toen de baas van het Fiat-concern, Giovanni Agnelli, in 1930 grond kocht op deze barre hoogten en er daarop twee torengebouwen als hotels liet bouwen in de rationele architectuur die toen in het fascistische Italië domineerde (beide gebouwen bestaan nog steeds en domineren het skioord). Tegelijk werden er skiliften aangelegd. 
In 1935 werd het een aparte gemeente.

## Sport
In 1997 werden in Sestriere de Wereldkampioenschappen alpineskiën georganiseerd. Sestriere was negen jaar later een van de locaties buiten Turijn waar de Olympische Winterspelen 2006 plaatsvonden. Sestriere ligt ongeveer 100 km van Turijn en beschikt over een enorm wintersportcomplex. Op de Sestriere Borgata en de Sestriere Colle waren dat de belangrijkste wedstrijden voor het alpineskiën. Tevens was er speciaal voor de skiërs een Olympisch dorp geopend.
Sergey Bubka sprong er in 1994 het wereldrecord polsstokhoogspringen van 6,14 meter.
Sestriere is tevens enkele malen eindstation geweest van een etappe van de wielerkoersen Ronde van Frankrijk en de Ronde van Italië.
De ritwinnaars in de Ronde van Frankrijk zijn:
- 1952: Fausto Coppi
- 1992: Claudio Chiappucci
- 1996: Bjarne Riis
- 1999: Lance Armstrong

Jaren later werd Lance Armstrong gediskwalificeerd i.v.m. het gebruik van doping.
In 2024 was Sestriere geen aankomstplaats van een etappe, maar passeerde de Ronde van Frankrijk er wel en werd de bergprijs gewonnen door de Brit Stephen Williams.
De ritwinnaars in de Ronde van Italië zijn:
- 1991: Eduardo Chozas
- 1993: Miguel Indurain
- 1994: Pascal Richard
- 2000: Jan Hruška
- 2005: José Rujano
- 2011: Vasil Kiryjenka
- 2015: Fabio Aru
- 2020: Tao Geoghegan Hart
- 2025: Chris Harper